# 泉佐野市議会
泉佐野市議会（いずみさのしぎかい）は大阪府泉佐野市にある地方議会である。

## 概要
- 定数：18人
- 任期：2022年5月15日 - 2026年5月14日
- 選挙区：市内の全域を1つの選挙区として扱う大選挙区制（単記非移譲式）
- 議長：中藤 大助(新緑未来)
- 副議長：日根野谷 和人(大阪維新の会)

## 議員
| 会派名                       | 議席数 | 氏名                                                       |
| ---------------------------- | ------ | ---------------------------------------------------------- |
| 新緑未来                     | 2      | 中藤 大助、布田 拓也（幹事長）                             |
| 市民のために正道の会         | 1      | 中村 慎作                                                  |
| チーム泉佐野創生             | 3      | 向江 英雄、大和屋 貴彦、野口 新一（幹事長）                |
| 大阪維新の会泉佐野市会議員団 | 4      | 新田 輝彦（幹事長）、日根野谷 和人、射手矢 真之、峰浦 修平 |
| 再生市民の会                 | 1      | 中庄谷 栄孝                                                |
| 自由民主党泉佐野市会議員団   | 2      | 西野 辰也（幹事長）、高橋 圭子                             |
| 公明党泉佐野市会議員団       | 4      | 岡田 昌司、辻中 隆（幹事長）、大庭 聖一、松村 正秀         |

(2024年10月4日現在)